# 费米常数
费米常数记为{\displaystyle G_{F}}，是描写弱相互作用强度的一个物理常数。在自然单位制下，它的数值是
{\displaystyle G_{F}\ =\ 1.166364(5)\times 10^{-5}\ {\rm {GeV}}^{-2}.}
在粒子物理的标准模型中，这个常数被更基本的无量纲参数（弱相互作用耦合常数）和弱作用能标所取代。